# Колезеко (Кјети)
Колезеко (итал. Collesecco) је насеље у Италији у округу Кјети, региону Абруцо.
Према процени из 2011. у насељу је живело 276 становника. Насеље се налази на надморској висини од 157 м.